# Huber Heights
Huber Heights – miasto w Stanach Zjednoczonych, w stanie Ohio, and rzeką Miami, w pobliżu skrzyżowania autostrad Interstate 70 i Interstate 75. Liczba mieszkańców w 2000 roku wynosiła 38 362.

## Współpraca
- Rheinsberg, Niemcy
- Dover, Anglia